# Thoros di Edessa
Thoros di Edessa, (HY)  T‘oros, "Teodoro" (... – 9 marzo 1098), fu governatore di Edessa all'epoca della Prima Crociata.

## Biografia
Thoros era un ex ufficiale (curopalate) dell'Impero bizantino, luogotenente di Philaretus Brachamius. 
Egli era armeno ma di fede greco ortodossa.
Attorno al 1094 l'emiro selgiuchide di Damasco, Tutush I, conquistò Edessa ed insediò Thoros come governatore, quest'ultimo però cercò subito di prendere il controllo della città per se stesso.
Quando Yaghisiyan, emiro di Antiochia, e Riḍwān, emiro di Aleppo, si rifugiarono ad Edessa dopo essere stati sconfitti da Malik Shah I, Thoros tentò di prenderli prigionieri per ottenere un riscatto. 
Furono liberati per intervento dei nobili di Edessa, che non erano d'accordo con Thoros.
Thoros allora fortificò Edessa, eliminò la guarnigione composta da turchi ed armeni della cittadella e si rese padrone della città.
Turchi ed Artuqidi assediarono Edessa per due mesi, ma non riuscirono a prenderla, anche dopo essere penetrati oltre le mura.
I turchi si ritirarono e Thoros fu riconosciuto signore della città.
Egli resistette agli attacchi dei Selgiuchidi ma, nel 1098, dovette chiedere aiuto ai crociati impegnati nell'assedio di Antiochia.

La Contea di Edessa nel 1135.

Rispose all'appello Baldovino di Boulogne che, dopo aver conquistato Turbessel, andò ad Edessa invece di partecipare all'assedio, probabilmente per cercare di ritagliarsi qualche territorio per sé, Thoros lo invitò ad Edessa e strinse con lui un'alleanza, nel febbraio del 1098.
In quanto di religione greco-ortodossa, Thoros non era molto amato dai suoi sudditi armeni di Edessa; mentre Baldovino era stato ben accolto dal clero armeno, favorevole alla fine della tutela di Costantinopoli.
Baldovino si impose poco a poco, minacciando di partire per raggiungere i crociati e ciò indusse Teodoro ad adottarlo come successore ma il crociato, appena ebbe ottenuto ciò, attaccò gli ufficiali di Thoros e lo assediò nella cittadella.
Thoros accettò di consegnargli la città e progettò di fuggire con la sua famiglia a Melitene, ma poco dopo, il 9 marzo, Thoros fu assassinato dagli abitanti armeni della città, probabilmente guidati da Baldovino, che divenne il primo Conte di Edessa.
Non è dimostrato con certezza che il complotto che rovesciò l'anziano Teodoro non fosse stato ispirato dall'ingrato Baldovino, ma il suo rapido subentrare alla guida di Edessa e del territorio che era sotto il suo controllo autorizza i più forti sospetti degli storici.

### Fonti primarie
- (EN)  Armenia and the Crusades, Tenth to Twelfth Centuries: The Chronicle of Matthew of Edessa, traduzione di Ara Edmond Dostourian. National Association for Armenian Studies and Research, 1993.
- (EN)  Fulcherio di Chartres, A History of the Expedition to Jerusalem, 1095-1127, traduzione di Frances Rita Ryan. University of Tennessee Press, 1969.